# Thora på Rimol
Thora på Rimol is een van de twee opera’s, die uit de pen vloeiden van Hjalmar Borgstrøm. Hij schreef zelf het libretto. Het libretto is gebaseerd op de liefde van Håkon Sigurdsson voor het boerenmeisje Thora uit het landbouwgehucht Rimol in Melhus, Noorwegen. 
De ouverture was klaar in 1893, want op 28 oktober 1893 werd deze uitgevoerd door het Musikforeningen onder leiding van Iver Holter. Het moest nog wel gedirigeerd worden vanuit mansucript. In 1894 was de opera klaar, maar verdween geheel uit zicht. Pas in oktober 2002 vond de eerste uitvoering plaats in Melhus. Die première werd niet gehouden in een concert/operazaal, maar in de plaatselijke sporthal. Randi Stene vertolkte de hoofdrol.
Borgstrøm hield in zijn werken de stijl aan van Richard Wagner en schoof de Noorse volksmuziek, toen erg in zwang vanwege de nadering van de Noorse onafhankelijkheid, wat naar achteren. Bij de première werd geconstateerd dat juist in dit werk, de invloed van Wagner beperkter was dan vooraf aangenomen. Uiteraard is de gekozen thematiek van de opera wel gelijkend op die van Wagner, een historische figuur uit de eigen geschiedenis.
Vlak na de eerste voorstellingen werd het werk vastgelegd voor het platenlabel Simax Records. 